# Kimberly Williams (triplista)
Kimberly Williams (Saint Thomas, 3 novembre 1988) è una triplista giamaicana.

## Palmarès

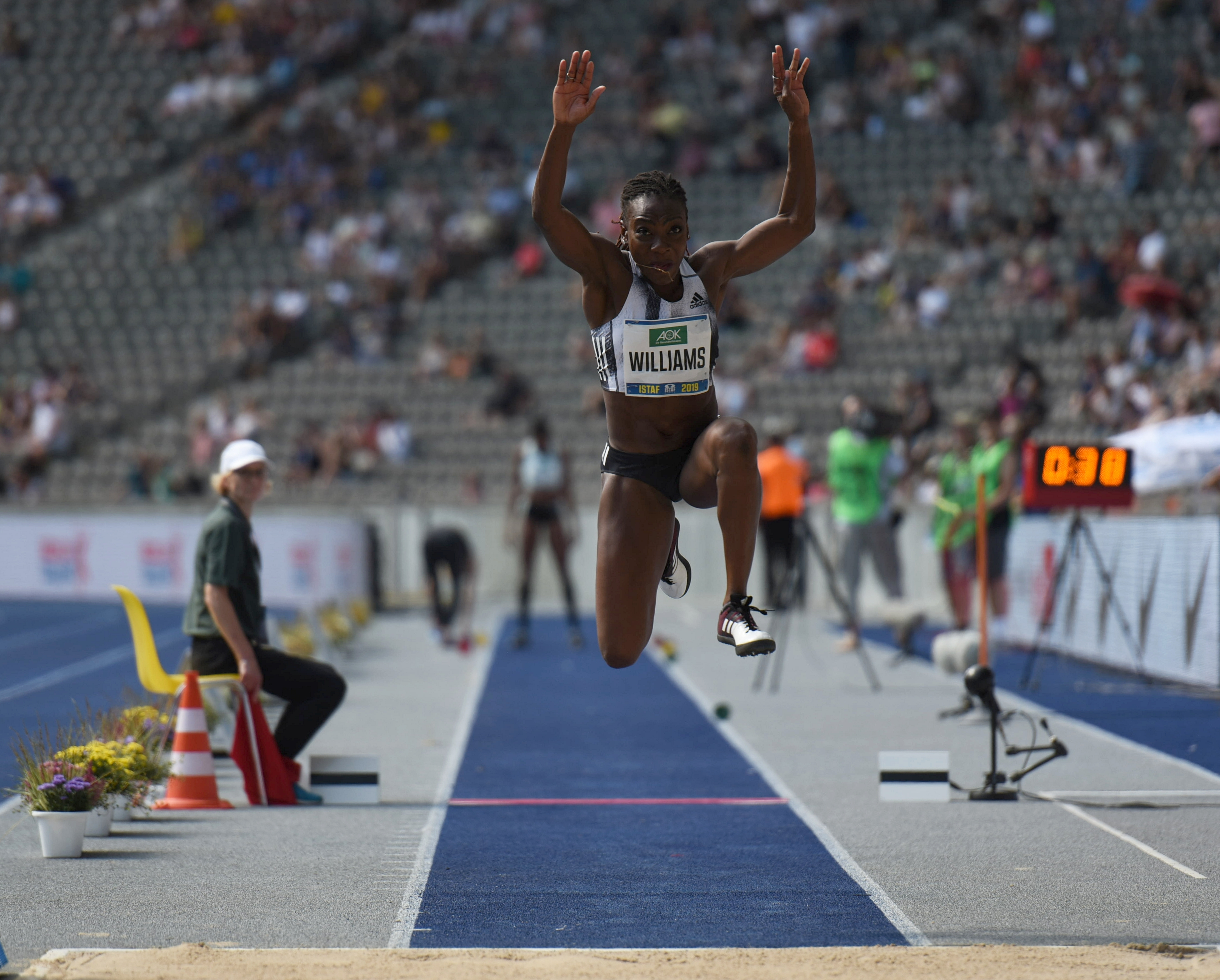
Kimberly Williams nel 2019

| Anno | Manifestazione          | Sede           | Evento       | Risultato | Prestazione | Note                                     |
| ---- | ----------------------- | -------------- | ------------ | --------- | ----------- | ---------------------------------------- |
| 2005 | Mondiali U18            | Marrakech      | Salto triplo | 15ª (q)   | 12,32 m     |                                          |
| 2006 | Mondiali U20            | Pechino        | Salto triplo | 15ª (q)   | 12,81 m     |                                          |
| 2009 | Campionati CAC          | L'Avana        | Salto triplo | Bronzo    | 13,78 m     |                                          |
| 2009 | Mondiali                | Berlino        | Salto triplo | 14ª (q)   | 14,08 m     | Miglior prestazione personale            |
| 2010 | Giochi CAC              | Mayagüez       | Salto triplo | Oro       | 14,23 m     | Miglior prestazione personale            |
| 2011 | Mondiali                | Taegu          | Salto triplo | 14ª (q)   | 14,06 m     |                                          |
| 2012 | Mondiali indoor         | Istanbul       | Salto triplo | 5ª        | 14,27 m     |                                          |
| 2012 | Giochi olimpici         | Londra         | Salto triplo | 6ª        | 14,48 m     |                                          |
| 2013 | Mondiali                | Mosca          | Salto triplo | 4ª        | 14,62 m     | Miglior prestazione personale            |
| 2014 | Mondiali indoor         | Sopot          | Salto triplo | Bronzo    | 14,39 m     | Miglior prestazione personale            |
| 2014 | Giochi del Commonwealth | Glasgow        | Salto triplo | Oro       | 14,21 m     | Miglior prestazione personale stagionale |
| 2015 | Mondiali                | Pechino        | Salto triplo | 5ª        | 14,45 m     | Miglior prestazione personale stagionale |
| 2016 | Giochi olimpici         | Rio de Janeiro | Salto triplo | 7ª        | 14,53 m     |                                          |
| 2017 | Mondiali                | Londra         | Salto triplo | 10ª       | 14,01 m     |                                          |
| 2018 | Mondiali indoor         | Birmingham     | Salto triplo | Argento   | 14,48 m     | Miglior prestazione personale            |
| 2018 | Giochi del Commonwealth | Gold Coast     | Salto triplo | Oro       | 14,64 m     | Miglior prestazione personale            |
| 2019 | Giochi panamericani     | Lima           | Salto triplo | 4ª        | 14,15 m     |                                          |
| 2019 | Mondiali                | Doha           | Salto triplo | 4ª        | 14,64 m     | Miglior prestazione personale            |
| 2021 | Giochi olimpici         | Tokyo          | Salto triplo | 8ª        | 14,51 m     |                                          |
| 2022 | Mondiali indoor         | Belgrado       | Salto triplo | Bronzo    | 14,62 m     | Miglior prestazione personale stagionale |
| 2022 | Mondiali                | Eugene         | Salto triplo | 7ª        | 14,29 m     |                                          |
| 2022 | Giochi del Commonwealth | Birmingham     | Salto triplo | 4ª        | 14,25 m     |                                          |
| 2023 | Mondiali                | Budapest       | Salto triplo | 7ª        | 14,38 m     | Miglior prestazione personale stagionale |
| 2024 | Mondiali indoor         | Glasgow        | Salto triplo | 7ª        | 14,07 m     | Miglior prestazione personale stagionale |

## Altre competizioni internazionali
2014
- 4ª in Coppa continentale ( Marrakech), salto triplo - 13,93 m